# Café de Flore

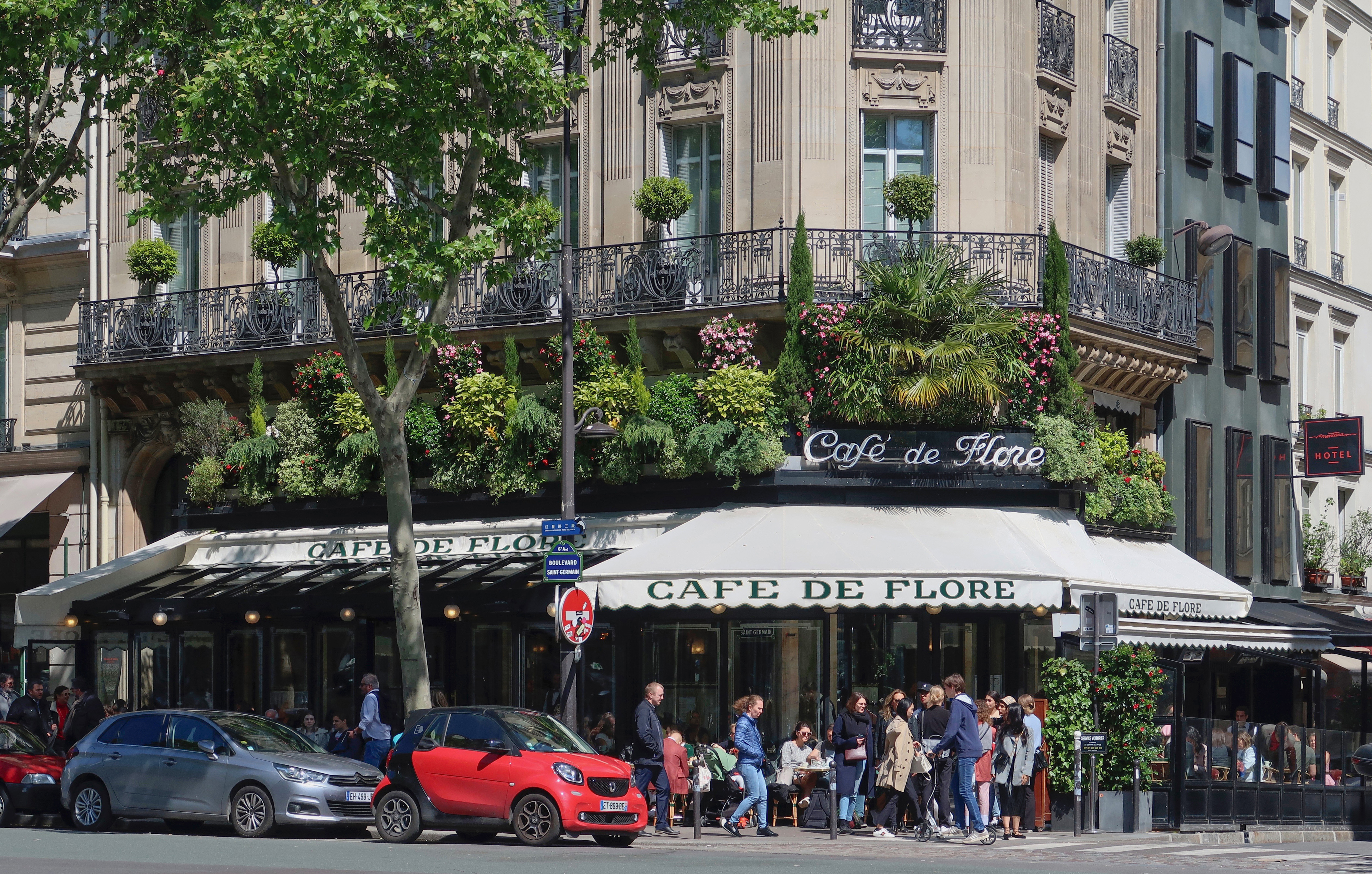
Café de Flore (2019)

Das Café de Flore ist ein Café im Quartier Saint-Germain-des-Prés des 6. Arrondissements in Paris. Es liegt  an der Ecke des Boulevard Saint-Germain Nr. 172 und der Rue Saint-Benoît.

## Geschichte
Das Café wurde 1887, in der Zeit der Dritten Republik eröffnet. Es verdankt seinen Namen einer Skulptur der Göttin Flora, die auf der anderen Straßenseite stand. In den 1920er Jahren wohnte Charles Maurras über dem Café de Flore, er verfasste dort sein 1931 erschienenes Buch Au signe de Flore.
Viele Intellektuelle wie Simone de Beauvoir und Jean-Paul Sartre, der hier 1964 eine Pressekonferenz zur Ausschlagung des Literatur-Nobelpreises abhielt, und Künstler wie Alberto Giacometti, Pablo Picasso, Boris Vian, Guillaume Apollinaire oder Jean Cocteau waren regelmäßige Gäste. James Baldwin war ebenfalls ein oft gesehener Gast und schrieb dort seinen Debütroman Gehe hin und verkünde es vom Berge. Karl Lagerfeld, der in der Nähe des Cafés wohnte (rue de Lille 7), war häufig Gast im Café de Flore.
Jedes Jahr im November wird im Café der Literaturpreis „Prix de Flore“, 1994 von Frédéric Beigbeder und Carole Chrétiennot begründet, an junge vielversprechende Autoren vergeben.